# 明光義塾

明光義塾ロゴ

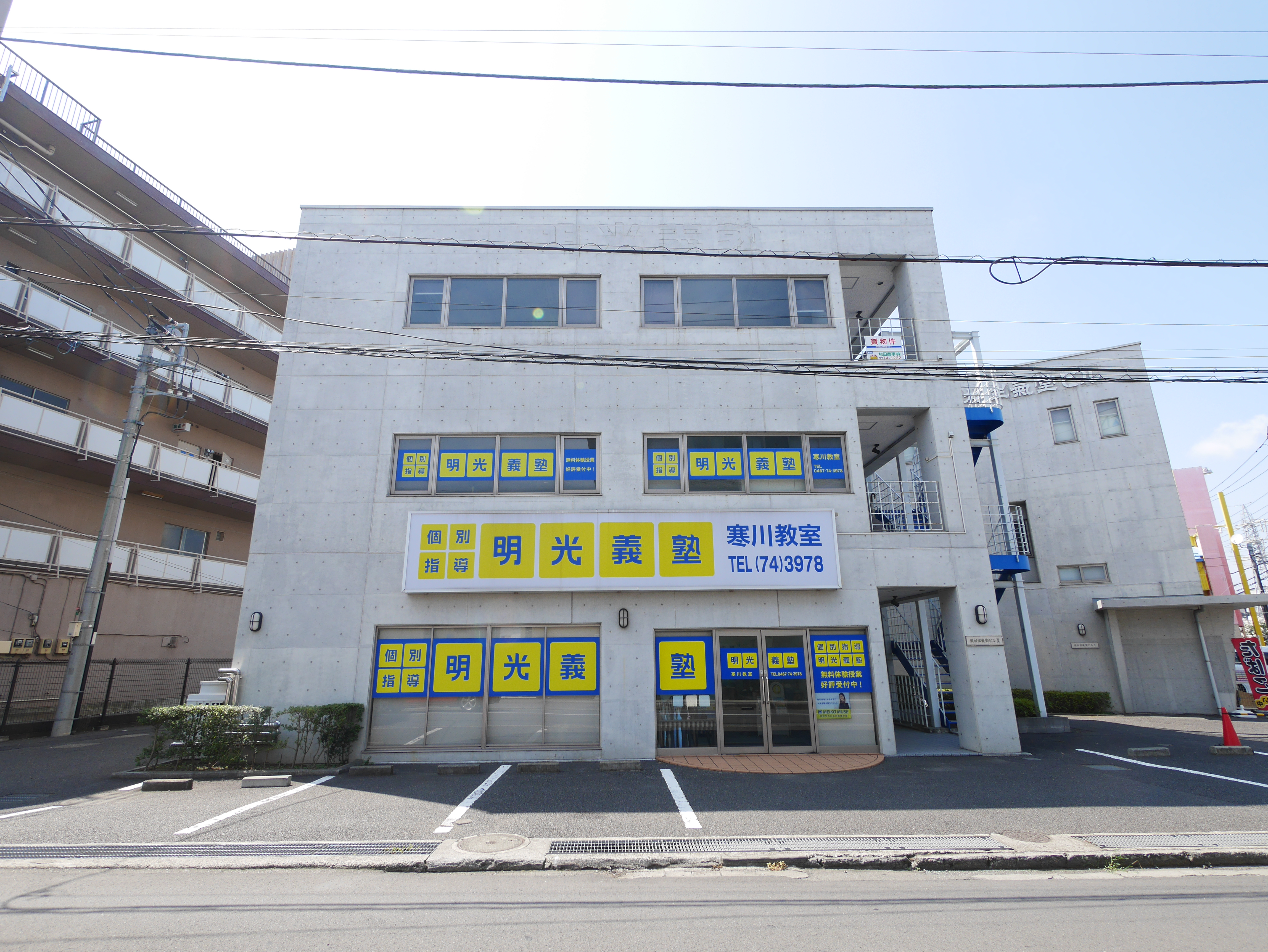
明光義塾寒川教室（2015年8月撮影）

明光義塾（めいこうぎじゅく）は、株式会社明光ネットワークジャパンが展開する、個別指導学習塾。2020年（令和2年）8月末時点の教室数は1,862教室で、直営教室とフランチャイズ教室の2種に分かれる。

## 概要
創業者は塾長・渡辺弘毅。2018年11月より、代表取締役社長として、山下一仁が就任した。本部は東京都新宿区西新宿。
小学生から高校生まで、全学年全教科対応。講師1名が3人程度の生徒を担当する個別指導を採用している。1名が学年や指導科目が異なる3名を同時に指導する事例もある。ピーク時は全国47都道府県に合計2137教室を展開、生徒数は13万9515名、2015年2月『第31期明光レポート（事業報告書）』。2006年からロゴマークを変更、2018年にマイナーチェンジした。
コンセプトは進学塾よりも補習塾に近いが、個別指導塾で高校受験者合格者数No1、大学受験者合格者数No1となっている。

## 沿革
- 1984年9月 - 個別指導塾を引き継ぎ、『明光義塾』としてフランチャイズ及び直営教室による運営を開始
- 1993年2月 - 500教室
- 2002年2月 - 1,000教室
- 2006年3月 - 1,500教室
- 2016年現在 - 2,100教室以上
- 2011年3月 - 早稲田アカデミーと業務提携して早稲田アカデミー個別進学館を大宮・志木・御茶ノ水に開校

## 経営形態
明光義塾の経営形態は、明光ネットワークジャパンが運営する直営教室、地域のフランチャイズ (FC) オーナーが運営するFC教室の2種類に分かれる。FC教室は、1人のオーナーが教室長として1つの教室を運営する事例と、法人として複数教室を展開する事例がある。本部のスーパーバイザーがFC教室を巡回して指導する。

## 教室の運営形態
教室長と呼ばれる管理者が、学習計画作成・管理や進路指導、講師マネジメントなどの教室運営を取り仕切っている。教室内は基本的に独立した部屋は設けられていない。教室内のどこからでも見通せるようになっていて、教室長の目が行き届くようになっている。授業スペースは、一人ひとりの座席がパーティションで区切られていて、ここで個別指導が行われる。

## 授業の形態
- 個別指導
- 1授業（1コマ）は90分

集団授業の学習塾・予備校と違い、個別のカウンセリングを通して学習計画がプランニングされ、生徒は予め設定した曜日・時間に通塾し、授業を受ける。授業日は当日の都合などにより別の日時に振り替えることができる。教室で定めた期日までに予め連絡が必要である。
自立学習を目的に、必要以上に教え込まず自ら解く力を養うため、常に講師がそばにいるわけではないことを特徴とする。2018年から「振り返り授業」メソッドに基づき理解事項を自ら言葉にする「MEIKO式！コーチング」を取り入れている。